# 奧爾利采河畔烏斯季縣

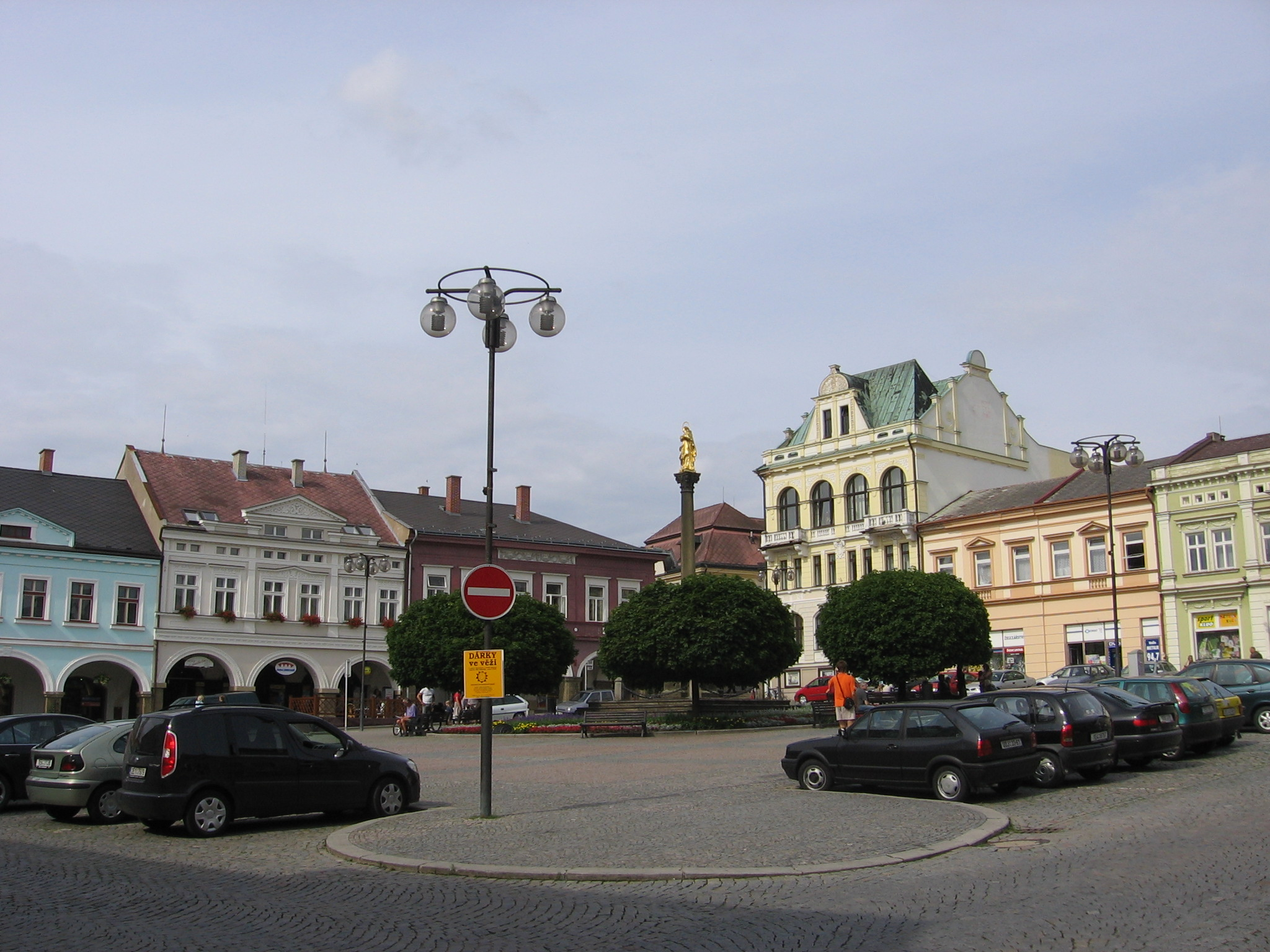

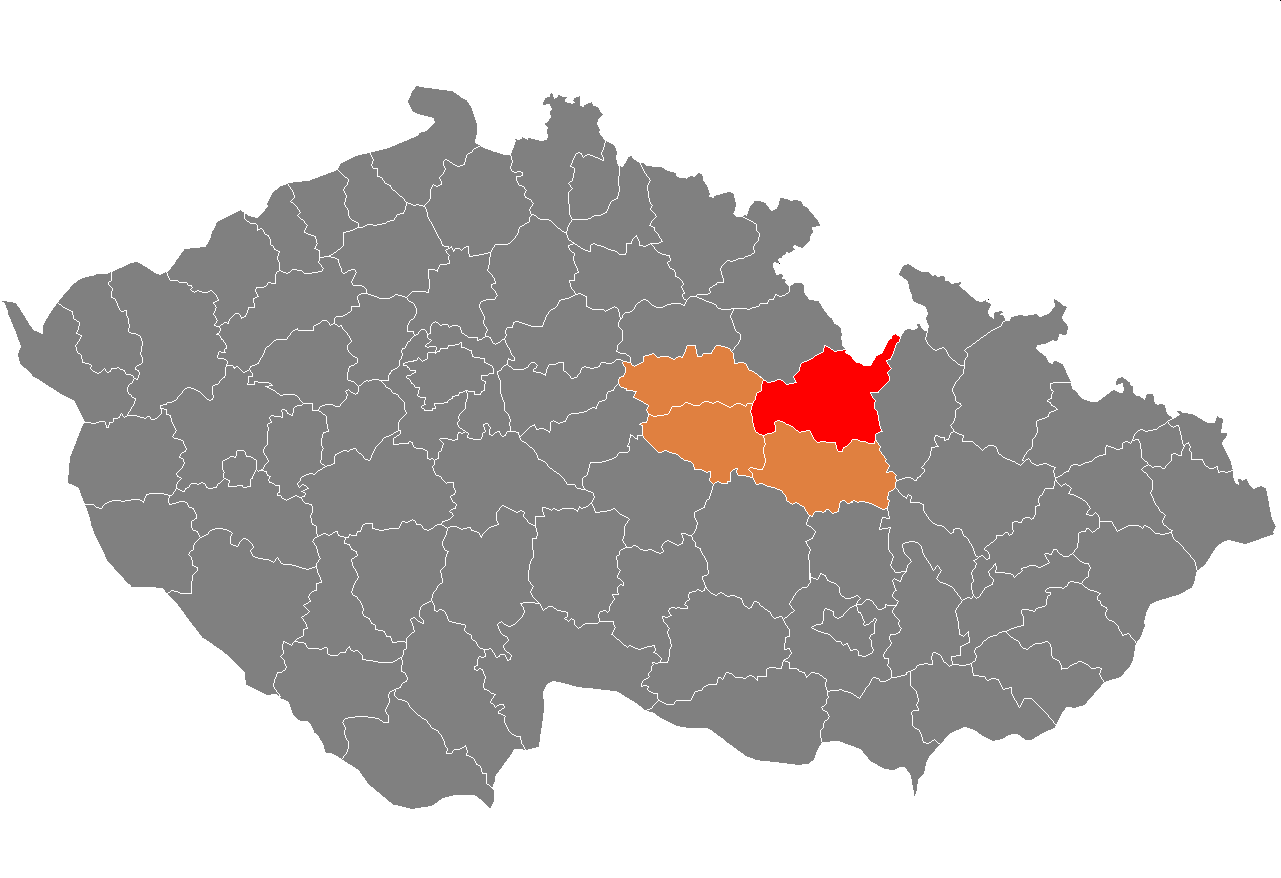

49°58′N 16°24′E / 49.967°N 16.400°E
奧爾利采河畔烏斯季縣（捷克語：Okres Ústí nad Orlicí），是捷克的縣份，位於該國北部，由帕爾杜比采州負責管轄，首府設於奧爾利采河畔烏斯季，面積1,258平方公里，2007年人口137,270，人口密度每平方公里109人。